# Trittico Seilern
Il Trittico Seilern è il nome con cui è più noto il Trittico della Deposizione, opera attribuita al pittore fiammingo Robert Campin e realizzata presumibilmente tra il 1410 ed 1415 oppure il 1420-1425. Prende il nome dal suo ex proprietario, il conte Antoine Seilern, che, alla sua morte nel 1978, lo lasciò in eredità alla Courtauld Gallery di Londra dove è conservato.

## Storia
È il primo dei due trittici completamente intatti attribuiti a Campin. Descrive in dettaglio alcuni eventi della Passione di Cristo, con una iconografia associata alla Liturgia della Settimana Santa. I pannelli, che dovrebbero essere letti da sinistra a destra, descrivono in dettaglio le tre stazioni del ciclo della Passione di Gesù: la Crocifissione, sepoltura e Risurrezione di Gesù. Campin fu uno dei primissimi fondatori del cosiddetto rinascimento nordico, famoso e apprezzato in vita per il suo rivoluzionario uso della pittura ad olio, ma venne largamente dimenticato durante il primo periodo dell'era moderna. Fu riscoperto alla fine del XIX secolo e da allora viene descritto come "uno dei grandi pittori religiosi del XV secolo". Per quanto la vita di Campin sia relativamente ben documentata per l'epoca, non ci sono documenti superstiti di questa specifica opera. La misura appare troppo piccola per essere assimilabile ad una pala d'altare per una chiesa, forse l'opera in esame potrebbe essere stata destinata alla devozione privata. Il Trittico rappresenta uno dei primi dipinti fiamminghi esistenti. La sua iconografia è legata alle cerimonie liturgiche di Depositio ed Elevatio. L'influenza del Trittico Seilern è riconoscibile nelle opere di altri artisti fiamminghi, come Rogier van der Weyden Dieric Bouts o Quentin Massys.

## Descrizione
Non ci sono pervenuti, qualora siano esistiti, i dipinti sull'esterno degli scomparti laterali.  L'assieme va letto narrativamente da sinistra a destra, con pannelli che mostrano successivamente il calvario con al centro la Croce da cui è stato già rimosso i corpo del Cristo, la Deposizione nel sepolcro e la Risurrezione di Cristo. Ciascuno dei pannelli enfatizza una parte diversa dello spazio pittorico: il pannello di sinistra è focalizzato sul primo piano e sullo sfondo, il pannello centrale il primo piano. Gli sfondi dorati sono operati con figurazioni di viticci e grappoli, simboli eucaristici di Cristo. Esistono anche altri diversi tratti caratteristici che legano i pannelli, come l'uso marcato di un rosso intenso.

### Pannello di sinistra
Il pannello di sinistra mostra la scena della Crocifissione, ma dopo la deposizione di Gesù, suggerita dalla scala appoggiata alla Croce centrale vuota. Particolare attenzione nel pannello di sinistra è data ai ladroni appesi allo strumento del supplizio, forse ancora vivi, legati da corde alle loro croci e abbandonati sul posto anche dopo che Cristo è defunto e deposto nella tomba. Il paesaggio che delinea la collina del Golgota non è particolarmente dettagliato e manca di prospettiva.
In primo piano un donatore è inginocchiato in venerazione ed un cartiglio si eleva dalle sue spalle. Indossa un indumento rosso drappeggiato sopra la spalla, un colore associabile al Cristo Risorto Trionfante. Non viene accompagnato nella scena da un santo o beato che presenti la sua intercessione. La sua collocazione davanti a una croce vuota risulta così piuttosto insolita, ma potrebbe comunque riferirsi alla particolare devozione di quel donatore verso la Vera Croce.

### Pannello centrale

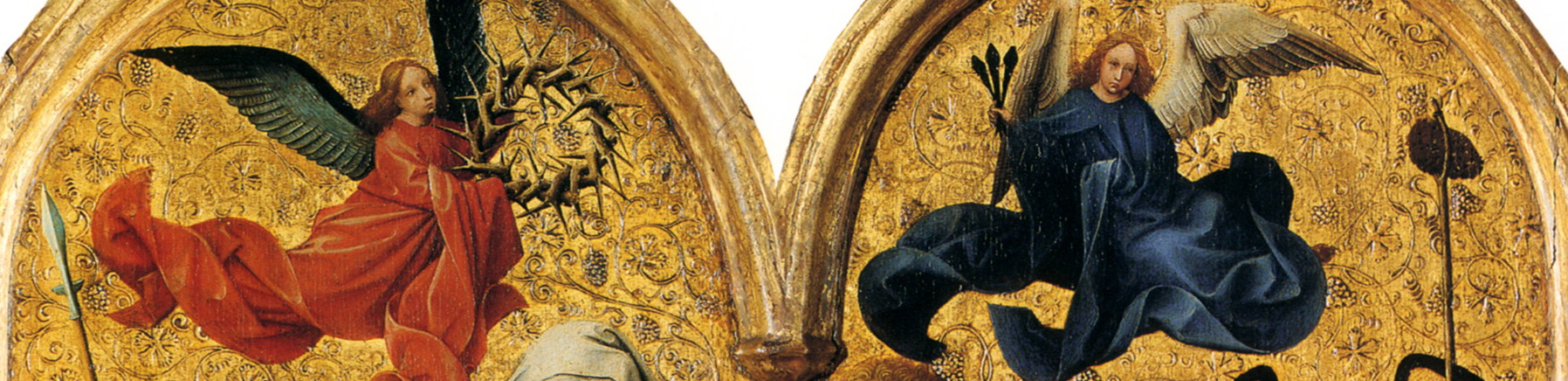
Angeli che presenziano alla Passione del Cristo.

Le figure nel pannello centrale sono significativamente più grandi e più definite volumetricamente di quelle negli scomparti laterali. Infatti sebbene il pannello sia collegato a questi dalla continuità del cielo sullo sfondo, la scala e l'impostazione temporale del pannello centrale risultano diverse. Il gruppo di figure è molto più compatto e ravvicinato allo spettatore, in una scena dallo spazio meno profondo e riconoscibile rispetto alle ali. La loro rilevanza nello spazio pittorico è stata talvolta confrontata con le tendenze contemporanee nella scultura, in particolare di Claus Sluter.

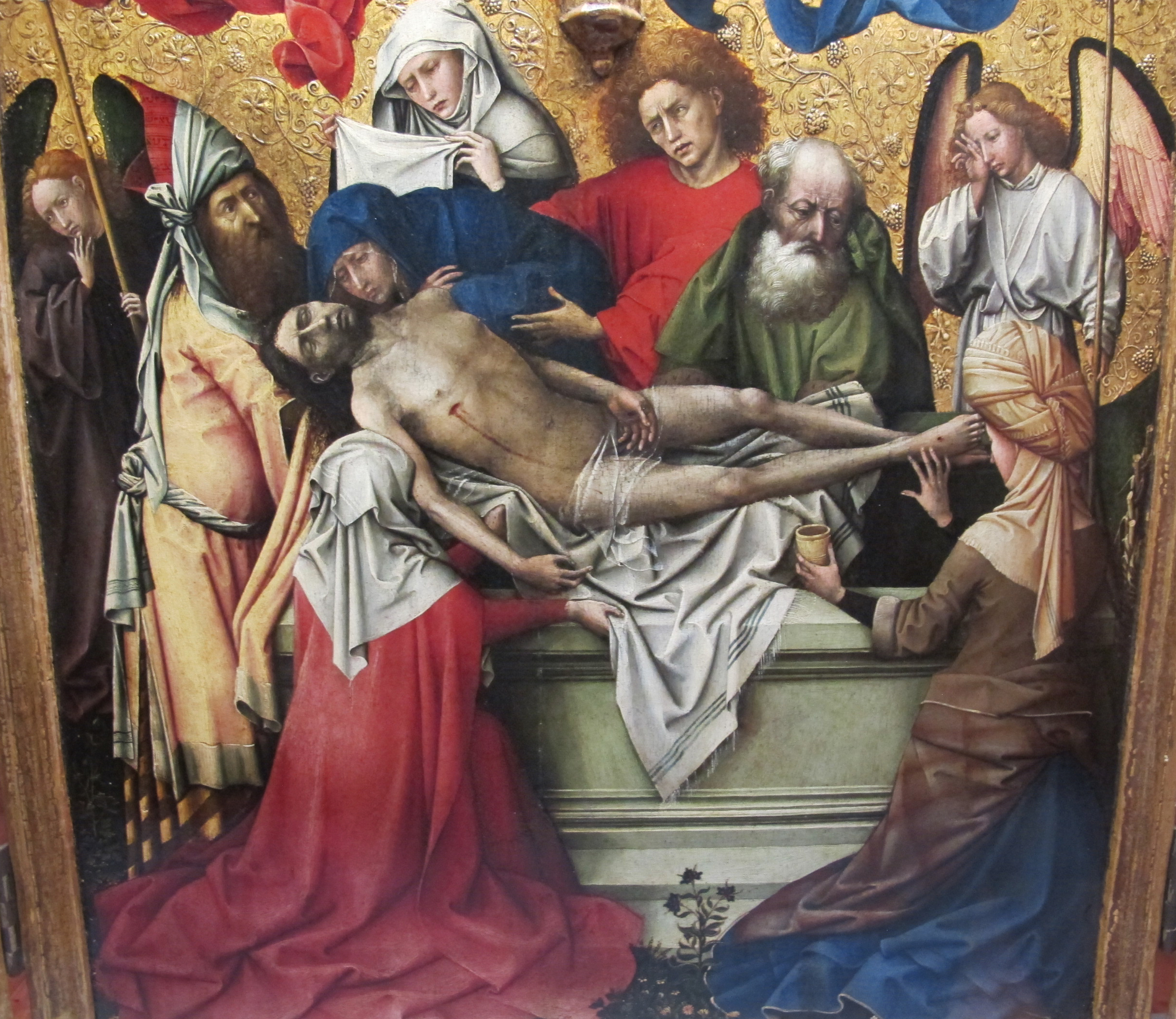
Dolenti.

Il corpo di Cristo è sostenuto, quasi innaturalmente, sul sudario al di sopra della lastra di copertura del sarcofago. In questo modo la tomba viene posizionata come «l'altare che sostiene il Corpo e il Sangue di Cristo morto» secondo la descrizione della storica dell'arte Shirley Blum. Secondo Barbara Lane sono messi in evidenza «sia il celebrante che il sacrificio della Messa costantemente ripetuta». I partecipanti al lutto si radunano intorno al sepolcro in un semicerchio, guardando addolorati verso Gesù, mentre questi viene avvolto nel sudario. Il gruppo include Maria, Giuseppe d'Arimatea (con la barba bruna, vestito con abiti di un giallastro pallido – nello stato attuale – intento a sostenere la testa di Cristo) e Nicodemo. Al di là della tomba Giovanni sostiene la Vergine e una donna vestita di blu e con in mano un velo contenente il volto di Cristo (probabilmente Veronica) mentre di spalle Maria Maddalena è intenta nel rituale dell'unzione sui piedi di Cristo. I ritratti di Giuseppe e Nicodemo sono simili a quelli della Presentazione di Melchior Broederlam. Una forte enfasi è data al sudario destinato a coprire il corpo di Cristo, un motivo ripreso successivamente nell'opera Jean Michel e Georges de la Sonnette, due allievi di Sluter.
I due angeli che aleggiano nelle lunette e di due in piedi ai lati della tomba portano le arma Christi, simboli della Crocifissione: la lancia, la spugna, i chiodi e la corona di spine. I due angeli sono in lutto. Dei due angeli in lutto ai fianchi della scena quello a destra si asciuga le lacrime dal viso col dorso della mano per il dolore mentre l'angelo a sinistra porta mano alle labbra, come per trattenere un singhiozzo, e distogliendo lo sguardo volge il capo verso il basso in direzione del donatore sull'atro scomparto, collegando così l'intera narrazione.

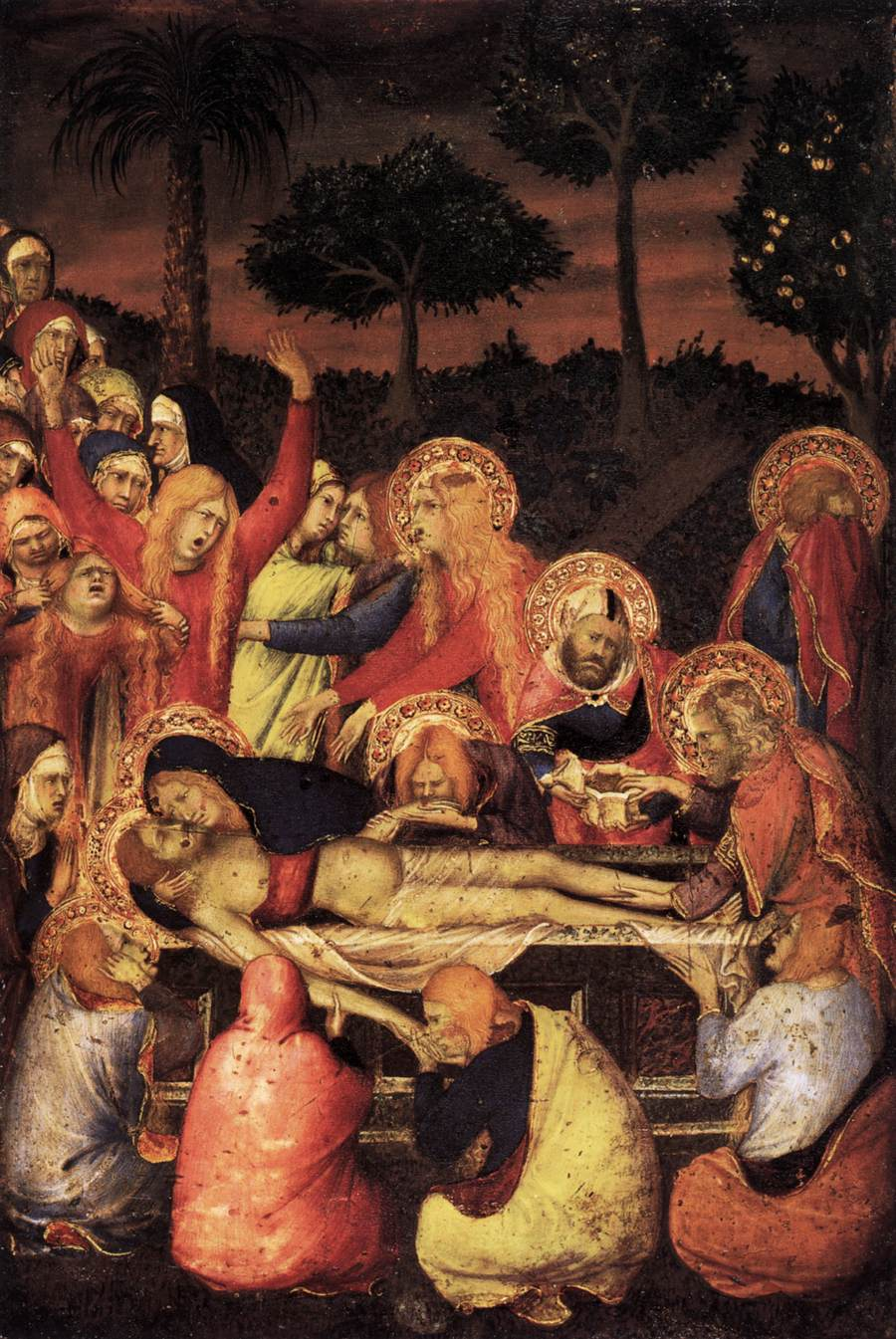
Simone Martini, Deposizione, c 1334.

Il pannello centrale è stato talvolta paragonato agli equivalenti italiani, in particolare alla Deposizione di Simone Martini (1334 c.) che, già allora trasferita a Digione, Campin potrebbe aver avuto modo di vedere personalmente.

### Pannello di destra
Il pannello di destra illustra la risurrezione di Gesù. Cristo si erge sul sepolcro scoperchiato tenendo il simbolo della Santa Croce, mentre alza la mano destra in segno di benedizione. Verso il fondo rimane un angelo in adorazione mentre i soldati inviati da Pilato a sorvegliare la tomba per impedire che il corpo venga trafugato, passano dal sonno allo spavento.